# Josef Kempný
Josef Kempný (19. července 1920 Lazy – 25. listopadu 1996 Praha) byl dlouholetý komunistický politik. V letech 1964 až 1968 stál v čele ostravského Městského národního výboru a byl tedy nejvyšším představitelem města. Po několik měsíců v letech 1969 až 1970 byl z titulu předsedy vlády České socialistické republiky také místopředsedou federální československé vlády.
Od konce 60. do konce 80. let držel poslanecký mandát, od roku 1981 až do sametové revoluce v roce 1989 vykonával funkci předsedy České národní rady.

## Život
Narodil se v hornické rodině. Po dokončení základní školy navštěvoval reálné gymnázium v Orlové, avšak odmaturoval na gymnáziu v Přívoze. Začal studovat na Vysoké škole technické v Brně, avšak z důvodu zavření českých vysokých škol nacisty nedokončil ani první semestr. Pracoval jako dělník, po osvobození jako stavební technik. V letech 1948–1951 pracoval jako krajský ředitel Československých stavebních závodů v Ostravě, v letech 1951–1952 jako ředitel Stredoslovenských staveb Zvolen a do počátku roku 1954 jako ředitel Priemstavu Snina.
V březnu 1954 se vrátil do Ostravy, kde se ujal vedení národního podniku Bytostav. Josef Kotas ho tehdy hodnotil jako schopného a iniciativního člověka, byť někdy až agresivního při prosazování svých návrhů týkajících se výstavby nebo adaptace Ostravy. Do roku 1963 stihl dálkově dokončit vysokou školu a v roce 1965 získal titul kandidáta věd.
Členem KSČ se stal až po válce, a to 1. června 1945. Přesto prakticky ihned vykonával celou řadu stranických funkcí. Předsedou Městského národního výboru v Ostravě byl zvolen 1. července 1964. I v této funkci věnoval zvýšenou pozornost bytové výstavbě a možné těžbě uhlí pod středem Ostravy. Pod jeho vedením pokračovala intenzivní výstavba porubských a zábřežských sídlišť.
V roce 1968 nejprve zaujal vyčkávací postoj, avšak po okupaci Československa vojsky Varšavské smlouvy se přiklonil na stranu normalizátorů. Bývalý poslanec Severomoravského krajského národního výboru Ladislav Navrátil ve svých vzpomínkách uvedl, že byl Kempný o vstupu cizích vojsk předem informován. V listopadu 1968 byl zvolen tajemníkem Ústředního výboru KSČ a 20. prosince 1968 rezignoval na funkci předsedy MěNV v Ostravě.
V letech 1968–1976 byl poslancem České národní rady, od září 1969 do ledna 1970 předsedou vlády České socialistické republiky a místopředsedou vlády Československé socialistické republiky. V letech 1981–1989 byl poslancem Federálního shromáždění, zároveň byl předsedou České národní rady. Po 17. listopadu 1989 se vzdal všech svých funkcí. Po vyloučení z KSČ v roce 1990 se zcela stáhl do ústraní.
Byly mu uděleny mj. Řád republiky, Řád Vítězného února, Řád Klementa Gottwalda, vyznamenání Za zásluhy o Lidové milice či titul Hrdina socialistické práce.